# William Applegarth
William Reuben "Willie" Applegarth (Guisborough, 11 de maio de 1890 — Schenectady, 5 de dezembro de 1958) foi um atleta e campeão olímpico britânico.
Um ex-carteiro que a partir de 1910 teve várias conquistas no atletismo amador  britânico, em Estocolmo 1912 conquistou a medalha de ouro olímpica no revezamento 4x100 m junto com os compatriotas  David Jacobs, Henry Macintosh e Victor d'Arcy. Nos mesmos Jogos Olímpicos conquistou também a medalha de bronze nos 200 m rasos.
Em 1914 tornou-se professional e continuou a correr profissionalmente durante a I Guerra Mundial, emigrando em 1922 para os Estados Unidos, onde tornou-se técnico de atletismo e jogador e técnico de futebol no estado da Pennsylvania até 1925. Neste ano empregou-se na General Electric como soldador, onde trabalhou por trinta anos até aposentar-se em 1955.